# Baty-Jurjach
Der Baty-Jurjach (russisch Баты-Юрях) ist ein etwa 86 km langer rechter Nebenfluss der Rechten Bojarka im Norden der russischen Region Krasnojarsk.

## Verlauf
Der Baty-Jurjach verläuft in einer weitgehend unbewohnten Tundralandschaft nördlich des Polarkreises. Er entspringt im Norden des Putorana-Gebirges auf einer Höhe von etwa 650 m. Der Baty-Jurjach durchfließt das Bergland, anfangs 18 km nach Norden, anschließend 44 km in Richtung Nordnordwest und schließlich auf den letzten 24 km in Richtung Westnordwest. Bei Flusskilometer 28 trifft der Chanar, der größte Nebenfluss, von links auf den Baty-Jurjach. Der Baty-Jurjach verläuft auf seinem gesamten Verlauf im Bergland und mündet in die Rechte Bojarka noch bevor diese das Nordsibirische Tiefland erreicht. Der Baty-Jurjach entwässert ein etwa 1670 km² großes Areal.